# Hydrophylax (animal)
Hydrophylax es un género de anfibios anuros de la familia Ranidae que se encuentra en el subcontinente Indio y en el oeste de Indochina.

## Especies
Se reconocen las 4 especies siguientes según ASW:
- Hydrophylax bahuvistara[2] Padhye, Jadhav, Modak, Nameer & Dahanukar, 2015
- Hydrophylax gracilis (Gravenhorst, 1829)
- Hydrophylax leptoglossa (Cope, 1868)
- Hydrophylax malabaricus (Tschudi, 1838)